# ニューイングランド複雑系研究所
ニューイングランド複雑系研究所（ニューイングランドふくざつけいけんきゅうじょ、New England Complex Systems Institute、NECSI）は、複雑系を専門とするアメリカの独立系研究機関。Yaneer Bar-Yam（英語）により1996年に設立された。所在地はマサチューセッツ州ケンブリッジ。
ナシーム・ニコラス・タレブが在籍している。

## 主な研究者

### 研究者・共同研究者
- ナシーム・ニコラス・タレブ
- トーマス・シェリング
- セス・ロイド
- アレックス・ペントランド（計算機科学）
- ピータ・センゲ（システム理論）
- テレンス・ディーコン（神経人類学）
- チャールズ・カンター（分子遺伝学）
- ジェローム・ケーガン（心理学）
- メヘラーン・カールダー（物理学）
- レス・カウフマン（生態学）
- ギュンター・P・ワーグナー（進化生物学）
- 田坂広志

### アフィリエイト
- トマソ・トフォリ
- 佐山弘樹
- 片桐文章